# Языки Гватемалы
Официальным языком Гватемалы является испанский. Как первым или вторым языком им владеют 93 % населения. Кроме испанского, в Гватемале распространён 21 майяский язык, а также 2 индейских языка, которые не относятся к майяской семье — шинканские языки (изоляты) и гарифуна (аравакская семья). Согласно Закону о языках 2003 года, языки майя, шинка и гарифуна признаются в качестве национальных языков.

## Список языков
| язык             | семья           | ветвь             | число носителей | примечания |
| ---------------- | --------------- | ----------------- | --------------- | --- |
| Испанский        | Индоевропейские | Романские         | 9 481 907       | Хотя испанский — официальный язык страны, для значительной части населения он не является родным или используется лишь как второй язык. В Гватемале распространены 24 различных индейских языка.                     |
| Киче             | Майяские        | Киче              | 1 000 000       | Распространён в 6 департаментах: в 5 муниципалитетах департамента Солола, в департаментах Тотоникапан, Кесальтенанго, Киче, Сучитепекес и Реталулеу. На киче говорят 11,31 % населения страны.                       |
| Кекчи            | Майяские        | Киче              | 555 461         | Распространён в департаментах Альта-Верапас, Петен, Исабаль и Киче. На кекчи говорят 7,58 % населения страны. |
| Какчикельский    | Майяские        | Киче              | 500 000         | Распространён в 6 департаментах: Гватемала, Чимальтенанго, Эскуинтла, Сучитепекес, Баха-Верапас и Солола. На какчикельском говорят 7,41 % населения страны.                                                          |
| Мамский          | Майяские        | Мамийская         | 480 000         | Распространён в 3 департаментах: Кесальтенанго, Сан-Маркос и Уэуэтенанго. На мамском говорят 5,49 % населения страны.                                                                                                |
| Покомчи          | Майяские        | Киче              | 92 000          | Распространён в департаментах Баха-Верапас и Альта-Верапас. На покомчи говорят 1,02 % населения страны. |
| Цутухильский     | Майяские        | Киче              | 88 300          | Распространён в департаментах Солола и Сучитепекес. На цутухильском говорят 0,7 % населения страны. |
| Ачи              | Майяские        | Киче              | 85 552          | Распространён в 5 муниципалитетах департамента Баха-Верапас. На ачи говорят 0,94 % населения страны. |
| Канхобальский    | Майяские        | Канхобаль-чухская | 77 700          | Распространён в 4 муниципалитетах департамента Уэуэтенанго. На нём говорят 1,42 % населения страны. |
| Ишильский        | Майяские        | Мамийская         | 70 000          | Распространён в 3 муниципалитетах департамента Киче, также известных, как ишильский треугольник: Санта-Мария-Небах, Сан-Гаспар-Чахуль, и Сан-Хуан-Коцаль. На нём говорят 0,85 % населения страны.                    |
| Акатекский       | Майяские        | Канхобаль-чухская | 48 500          | Распространён в 2 муниципалитетах департамента Уэуэтенанго: Сан-Мигель-Акатан и Сан-Рафаэль-ла-Индепенденсия. На нём говорят 0,35 % населения страны.                                                                |
| Хакальтекский    | Майяские        | Канхобаль-чухская | 40 000          | Распространён в департаменте Уэуэтенанго; на нём говорят 0,42 % населения страны. |
| Чухский          | Майяские        | Канхобаль-чухская | 40 000          | Распространён в 3 муниципалитетах департамента Уэуэтенанго; на нём говорит 0,57 % населения страны. |
| Покомам          | Майяские        | Киче              | 30 000          | Распространён в департаментах Халапа и Эскуинтла. На нём говорят 0,37 % населения страны. |
| Чорти            | Майяские        | Чольская          | 30 000          | Распространён в 2 муниципалитетах департамента Чикимула, а также в части муниципалитета Ла-Уньон департамента Сакапа. На нём говорят 0,42 % населения страны.                                                        |
| Агуакатекский    | Майяские        | Мамийская         | 18 000          | Распространён в основном в муниципалитете Агуакатан департамента Уэуэтенанго. На нём говорят 0,10 % населения страны.                                                                                                |
| Сакапультекский  | Майяские        | Киче              | 9763            | Распространён в муниципалитете Сакапулас департамента Киче. На нём говорят 0,09 % населения страны. |
| Сипакапенский    | Майяские        | Киче              | 8000            | Распространён только в муниципалитете Сипакапа департамента Сан-Маркос. |
| Гарифуна         | Аравакские      | Прикарибская      | 5860            | Не относится к майяским языкам. Был привнесён на данную территорию рабами, привезёнными сюда испанскими колонистами из других районов. Распространён в департаменте Исабаль. На нём говорят 0,04 % населения страны. |
| Успантекский     | Майяские        | Киче              | 3000            | Распространён в муниципалитетах Успантан и Чикаман департамента Киче. На нём говорят 0,07 % населения страны. |
| Тектитекский     | Майяские        | Мамийская         | 2265            | Распространён в муниципалитете Тектитан департамента Уэуэтенанго, на нём говорят 0,02 % населения страны. |
| Мопанский        | Майяские        | Юкатекская        | 2000            | Распространён в департаменте Петен, на нём говорят 0,03 % населения Гватемалы. |
| Шинканские языки | Изолированные   | —                 | 16              | Не относятся к майяским языкам и имеют неизвестное происхождение. Распространены в департаментах Санта-Роса и Хутьяпа. Находится под угрозой исчезновения.                                                           |
| Ица              | Майяские        | Юкатекская        | 12              | Распространён в 6 муниципалитетах департамента Петен |